# Laktozilkeramid a-2,3-sijaliltransferaza
Laktozilkeramid a-2,3-sijaliltransferaza (EC 2.4.99.9, citidin monofosfoacetilneuraminat-laktozilkeramid alfa2,3- sijaliltransferaza, CMP-acetilneuraminat-laktozilkeramid-sijaliltransferaza, CMP-acetilneuraminska kiselina:laktozilkeramid sijaliltransferaza, CMP-sijalinska kiselina:laktozilkeramid-sijaliltransferaza, citidin monofosfoacetilneuraminat-laktozilkeramid sijaliltransferaza, gangliozid GM3 sintetaza, GM3 sintaza, GM3 sintetaza, SAT 1, CMP-N-acetilneuraminat:laktozilkeramid alfa-2,3-N-acetilneuraminiltransferaza, CMP-N-acetilneuraminat:beta-D-galaktozil-(1->4)-beta--glukozil(1<->1)keramid alfa-(2->3)--acetilneuraminiltransferaza) je enzim sa sistematskim imenom CMP-N-acetilneuraminat:beta--galaktozil-(1->4)-beta--glukozil-(1<->1)-keramid alfa-(2->3)--acetilneuraminiltransferaza. Ovaj enzim katalizuje sledeću hemijsku reakciju
CMP--acetilneuraminat + beta-D-galaktozil-(1->4)-beta--glukozil-(1<->1)-keramid {\displaystyle \rightleftharpoons } CMP + alfa-N-acetilneuraminil-(2->3)-beta-D-galaktozil-(1->4)-beta--glukozil-(1<->1)-keramid
Laktoza ne može da deluje kao akceptor.

## Literatura
- Nicholas C. Price; Lewis Stevens (1999). Fundamentals of Enzymology: The Cell and Molecular Biology of Catalytic Proteins (Third изд.). USA: Oxford University Press. ISBN 019850229X.
- Eric J. Toone (2006). Advances in Enzymology and Related Areas of Molecular Biology, Protein Evolution (Volume 75 изд.). Wiley-Interscience. ISBN 0471205036.
- Branden C; Tooze J. Introduction to Protein Structure. New York, NY: Garland Publishing. ISBN 0-8153-2305-0.
- Irwin H. Segel. Enzyme Kinetics: Behavior and Analysis of Rapid Equilibrium and Steady-State Enzyme Systems (Book 44 изд.). Wiley Classics Library. ISBN 0471303097.

## Spoljašnje veze
- Lactosylceramide+alpha-2,3-sialyltransferase на 